# Seit Hyseni
Seit Hyseni (ur. ?, zm. 22 lutego 2021) – albański piłkarz grający na pozycji obrońcy, w latach 70. i 80. kapitan klubu 17 Nëntori Tirana. Po zakończeniu kariery pracował jako wykładowca na Instytucie Kultury Fizycznej im. Vojo Kushiego w Tiranie. Zmarł z powodu COVID-19.